# Royal Bank of Scotland
The Royal Bank of Scotland Group PLC è una delle tre banche di compensazione e una delle più antiche del Regno Unito, fondata ad Edimburgo nel 1727 per mandato reale e da non confondere con la Bank of Scotland.
Oggi è la maggiore banca in Scozia, la terza del Regno Unito con una capitalizzazione di 50 miliardi di dollari. Le sue azioni hanno un listing primario al London Stock Exchange.

## Storia

### Fondazione
Le origini della Royal Bank of Scotland vengono fatte risalire alla Society of the Subscribed Equivalent Debt, che era stata costituita dagli investitori della fallita Company of Scotland per tutelare l'indennità che essi avevano ricevuto in base all'accordo transattivo contenuto nell'Acts of Union del 1707. Nel 1724 l'Equivalent Society divenne la Equivalent Company, e questa nuovo soggetto chiese di diventare una banca. Il nuovo governo britannico accolse favorevolmente la richiesta poiché la banca già esistente, la Bank of Scotland era sospetta di simpatie giacobite. Conseguentemente la nuova banca ricevette le lettere patenti nel 1727 con il nome di Royal Bank of Scotland e primo governatore fu nominato Archibald Campbell, III duca di Argyll.

### Rivalità con laBank of Scotland

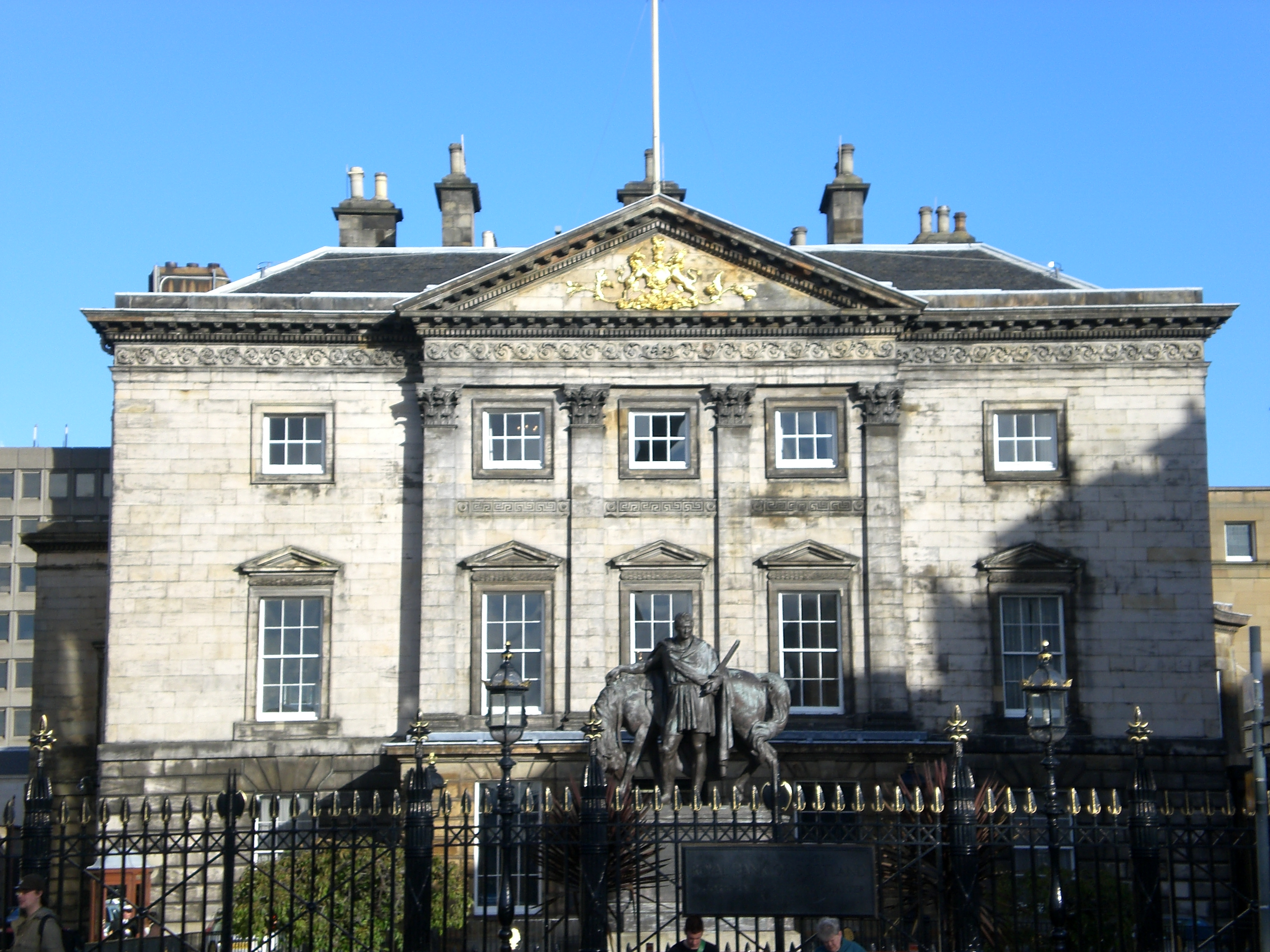
Dundas House

La rivalità fra la vecchia e la nuova banca fu aspra e centrata sull'emissione delle banconote. La politica della Royal Bank fu o di far uscire la rivale dall'attività di emissione, oppure di incorporarla a condizioni vantaggiose.
La Royal Bank si procurava ampie disponibilità di banconote della Bank of Scotland, che comprava in cambio delle propri biglietti di banca, e che immediatamente presentava alla Bank of Scotland per il pagamento. Per pagare queste banconote la Bank of Scotland era costretta a chiedere il pagamento dei prestiti ai propri clienti e, nel marzo 1728, dovette sospendere i pagamenti. La sospensione diede respiro alla Bank of Scotland, ma al costo di un grave danno alla propria reputazione, e diede alla Royal Bank uno spazio per espandere il suo giro d'affari. Tuttavia, l'aumento di emissione di banconote da parte della Royal bank of Scotland rese anche questo istituto vulnerabile allo stesso tipo di attacchi.
Nel settembre 1728 la Bank of Scotland fu in grado di ricominciare a rimborsare le proprie banconote e nel marzo successivo ricominciò a concedere prestiti. Per evitare ulteriori attacchi in futuro, la Bank of Scotland inserì una clausola di "option" sulle proprie banconote, che le dava il diritto di renderle fruttifere di interessi in cambio di una sospensione del pagamento per sei mesi. La Royal Bank la imitò. Alla fine le due banche compresero che questa strategia era distruttiva per entrambe e fu trovato un accordo, ma bisognò arrivare al 1751 perché le due banche accettassero ognuna le banconote dell'altra.

### Espansione in Scozia
La Royal Bank of Scotland aprì la sua prima agenzia fuori di Edimburgo nel 1783, a Glasgow. All'inizio dell'Ottocento furono aperte le filiali di Dundee, Rothesay, Dalkeith, Greenock, Port Glasgow e Leith.
Nel 1821 la sede della Banca fu spostata dalla città vecchia di Edimburgo a Dundas House, su St. Andrew Square, nella città nuova. La sala degli sportelli è tuttora una filiale della Banca e Dundas House rimane tuttora la sede legale della Royal Bank of Scotland.
Durante il XIX secolo continuarono le acquisizioni di banche scozzesi, generalmente di quelle in crisi: la Western Bank nel 1857; la Dundee Banking Company nel 1864. Nel 1910 la Royal Bank of Scotland aveva 158 agenzie e circa 900 dipendenti.
Nel 1969 la Banca incorporò la National Commercial Bank of Scotland e divenne la più grande banca scozzese.

### Espansione in Inghilterra

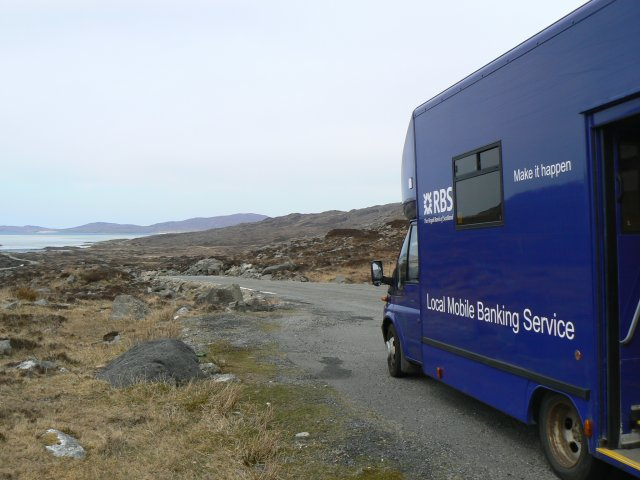
Un furgone che funge da filiale mobile

L'affermazione di Londra come più importante piazza finanziaria del mondo, spinse le banche scozzesi ad espandersi verso sud, in Inghilterra. La prima agenzia londinese della Royal Bank of Scotland aprì nel 1874. Tuttavia le banche inglesi reagirono per evitare un'ulteriore espansione delle banche scozzesi in Inghilterra. Fu raggiunto un accordo secondo il quale le banche inglesi non avrebbero aperto filiali in Scozia e quelle scozzesi non avrebbero aperto filiali in Inghilterra fuori di Londra. L'accordo durò fino agli anni sessanta, benché fossero state permesse alcune acquisizioni oltrefrontiera.
I progetti di espansione della Royal Bank in Inghilterra furono ripresi dopo la prima guerra mondiale, quando essa acquisì varie piccole banche inglesi.

### Espansione mondiale
Nel 1985 la RBS fondò la compagnia assicuratrice Direct Line.
Nel 2000 acquisì il controllo della National Westminster Bank dopo una battaglia borsistica contro l'eterna rivale Bank of Scotland.
Nel 2007 la RBS comprò la banca olandese ABN AMRO, in consorizio insieme a Fortis et Santander.

### Crisi del 2008 e nazionalizzazione
Un anno dopo, tuttavia, la Banca si trovava sull'orlo del fallimento. Il 28 novembre 2008 il Governo del Regno Unito, a seguito del dissesto finanziario conseguente alla crisi economica, ha acquistato il 57,90% di RBS, diventando il primo azionista della banca.
Dopo un secondo intervento, nel novembre 2009 il Governo britannico ha aumentato la sua partecipazione in RBS all'84%. La Financial Services Authority (FSA) pubblicò un rapporto sul fallimento della Banca, in cui la principale responsabilità veniva attribuita al direttore Fred Goodwin e ai suoi collaboratori, che avevano comprato la ABN AMRO a un prezzo troppo elevato quando la crisi bancaria stava già iniziando. La FSA ha rimproverato anche il proprio lassismo nell'aver autorizzato l'operazione che la RBS aveva difficoltà a finanziare. Ha infine criticato l'allora primo ministro britannico Gordon Brown, per aver adottato una regolamentazione dei mercati troppo debole.
Nel 2015 è iniziata la privatizzazione della RBS con il collocamento di un pacchetto del 5,4%, proseguita nel 2018 fino a ridurre la partecipazione pubblica al 62,4%. In maggio il gruppo ha patteggiato con il US Department of Justice il pagamento di 4,9 miliardi di dollari per liquidare gli Stati Uniti sulla cartolarizzazione e commercializzazione di titoli rischiosi prima della crisi finanziaria del 2008. Nell'estate 2018 ha annunciato che staccherà la prima cedola trimestrale (un acconto di 2 pence per azione) dopo 10 anni..